# Erica alopecurus
Erica alopecurus là một loài thực vật có hoa trong họ Thạch nam. Loài này được Harv. mô tả khoa học đầu tiên năm 1860.